# Magdalena Kozioł
Magdalena Kozioł (* 14. September 1981) ist eine ehemalige polnische Judoka.

## Sportliche Karriere
Magdalena Kozioł war im Schwergewicht aktiv, der Gewichtsklasse über 78 Kilogramm. Bei polnischen Meisterschaften gewann sie lediglich 2001 im Schwergewicht. Von 2001 bis 2009 erkämpfte sie außerdem vier Silber- und elf Bronzemedaillen im Schwergewicht und in der offenen Klasse.
Im Jahr 2000 belegte sie den fünften Platz bei den U20-Weltmeisterschaften und erhielt eine Silbermedaille bei den U20-Europameisterschaften. Bei den Weltmeisterschaften 2003 in Osaka schied sie im Schwergewicht in ihrem ersten Kampf aus. In der offenen Klasse unterlag sie im Viertelfinale der Kubanerin Daima Beltrán. Mit Siegen in der Hoffnungsrunde über die Russin Irina Rodina und die Niederländerin Claudia Zwiers erreichte sie den Kampf um eine Bronzemedaille. Diesen verlor sie gegen die Serbin Mara Kovačević, letztlich belegte sie den fünften Platz. Bei den Europameisterschaften 2004 belegte sie nach einem Sieg und zwei Niederlagen den siebten Platz. 2007 wurde sie noch einmal Siebte bei den Europameisterschaften in der offenen Klasse. 2008 erreichte sie bei den Polizeiweltmeisterschaften das Finale sowohl im Schwergewicht als auch in der offenen Klasse, beide Male unterlag sie im Finale der Tunesierin Nihel Cheikh Rouhou.